# 元渕幸
元渕 幸（もとぶち ゆき、1968年12月23日 - ）は、日本の元飛込競技選手で、現在は指導者。東京都出身。天理大学卒業。現姓・金戸。

## 経歴
3歳のときからバレエを始める。奈良県天理市に転居したのを機に、9歳のとき飛込競技に転向。1988年のソウルオリンピックでは、高飛び込み15位、飛び板飛び込み16位。1992年のバルセロナオリンピックでは、高飛び込み26位、飛び板飛び込み11位の結果を残す。
1996年のアトランタオリンピックでは、3m飛び板飛び込みで6位入賞。女子飛び込みとしては60年ぶりの入賞を果たした。
翌1997年、同じくソウル・バルセロナ・アトランタ五輪に出場した飛び込み選手・金戸恵太と結婚。現在は1男2女の母（長女は金戸華、次女は金戸凜）。夫とともに飛込専門のクラブチームを立ち上げ、コーチとして指導に携わる。子女はすべて飛込競技に進み、オリンピック出場を目指している。